# How Great Thou Art
How Great Thou Art es el vigésimo octavo álbum de estudio del músico y cantante estadounidense Elvis Presley, publicado por la compañía discográfica RCA Victor en febrero de 1967. El álbum, el segundo de temática gospel en la carrera de Presley después de His Hand in Mine, fue grabado en el RCA Studio B de Nashville, Tennessee los días 25, 26, 27 y 28 de mayo de 1967. Alcanzó el puesto dieciocho en la lista estadounidense Billboard 200 y fue certificado como triple disco de platino por la RIAA en octubre de 2010. Ganó un premio Grammy en 1967 en la categoría de mejor interpretación inspiracional.
El Papa Francisco reconoció en varias oportunidades su afinidad por la música de Elvis Presley y en especial por sus interpretaciones de música góspel.  Al respecto Francisco expresaría que "Elvis fue un ejemplo inspirador de hacer el bien y promover la comprensión y la empatía", 

## Trasfondo
Su anterior álbum de canciones gospel, His Hand in Mine, había sido un éxito de ventas en el catálogo de RCA Records. Mientras Presley se enfrentaba a dificultades para conseguir ser difundido en la radio a mediados de la década de 1960, las radios estadounidenses solían difundir música navideña en Navidades y música religiosa en Pascua. Debido a ello, Tom Parker, representante de Presley, estaba convencido de que podía entrar en ese nicho del mercado. Con ello, nuevas sesiones de grabación fueron organizadas con el propósito de producir un sencillo navideño y un sucesor de His Hand in Mine.
How Great Thou Art fue de hecho el primer álbum que no sirvió de banda sonora a ninguna película desde el lanzamiento de Pot Luck en 1962, así como su primer disco en no incluir ninguna grabación para bandas sonoras desde su anterior álbum de gospel en 1960. How Great Thou Art también introdujo por primera vez al productor Felton Jarvis, con quien continuó trabajando el resto de su carrera.
A medida que las sesiones progresaban, Elvis rechazó muchas de las canciones por las que Freddy Bienstock había otenido acuerdos de publicación, y comenzó a seleccionar sus propios temas favoritos y los de los músicos que le acompañaban. Las cinco canciones de dominio público presentes en el álbum fueron acreditadas como «arregladas por Elvis Presley» y publicadas a través de Elvis Presley Music, permitiendo a Bienstock asegurarse sus respectivas regalías.
Doce canciones fueron completadas para el álbum, incluyendo el clásico «In the Garden» popularizado por Billy Sunday, y «Run On». Un decimotercer tema, «Crying in the Chapel», había sido grabado durante las sesiones de His Hand in Mine y publicado como sencillo en abril de 1965, llegando al número 3 en la lista Billboard Hot 100 y encabezó la lista Easy Listening durante siete semanas, se incluyó como bonus al final del disco. Las sesiones también produjeron el sencillo «Love Letters», dos caras B; «Come What May» y «Fools Fall In Love» y otras tres canciones que fueron añadidas a la banda sonora de Spinout, como «Tomorrow Is a Long Time», «Down in the Alley» y «I'll Remember You». El sencillo navideño, una composición de su amigo de la infancia y guardaespaldas, Red West, titulada «If Every Day Was Like Christmas», fue completa en una sesión posterior el 10 de junio.
La iglesia y el campanario presentes en la portada del álbum pertenecen a la Primera Iglesia de Cristo, localizada en Sandwich (Massachusetts).
En 2008, Sony Music reeditó una versión remasterizada del álbum con tres temas extra.

## Lista de canciones
| Cara A |                                  |                                          |          |  |
| N.º    | Título                           | Escritor(es)                             | Duración |  |
| 1.     | «How Great Thou Art (canción)»   | Stuart K. Hine                           | 3:02     |  |
| 2.     | «In the Garden»                  | C. Austin Miles                          | 3:12     |  |
| 3.     | «Somebody Bigger Than You and I» | Hy Heath, Sonny Burke, Johnny Lange      | 2:30     |  |
| 4.     | «Farther Along»                  | Tradicional, arreglada por Elvis Presley | 4:06     |  |
| 5.     | «Stand By Me»                    | Tradicional, arreglada por Elvis Presley | 2:30     |  |
| 6.     | «Without Him»                    | Mylon LeFevre                            | 2:30     |  |

| Cara B |                                         |                                          |          |  |
| N.º    | Título                                  | Escritor(es)                             | Duración |  |
| 1.     | «So High»                               | Tradicional, arreglada por Elvis Presley | 2:00     |  |
| 2.     | «Where Could I Go But to the Lord»      | James Coats                              | 3:40     |  |
| 3.     | «By and By»                             | Tradicional, arreglada por Elvis Presley | 1:52     |  |
| 4.     | «If the Lord Wasn't Walking by My Side» | Henry Slaughter                          | 1:40     |  |
| 5.     | «Run On»                                | Tradicional, arreglada por Elvis Presley | 2:24     |  |
| 6.     | «Where No One Stands Alone»             | Mosie Lister                             | 2:43     |  |
| 7.     | «Crying in the chapel»                  | Artie Glenn                              | 2:25     |  |

| Temas extra (reedición de 2008) |                           |                                       |          |  |
| N.º                             | Título                    | Escritor(es)                          | Duración |  |
| 14.                             | «You'll Never Walk Alone» | Oscar Hammerstein II, Richard Rodgers | 2:43     |  |
| 15.                             | «We Call On Him»          | Fred Karger, Sid Wayne, Ben Weisman   | 2:31     |  |
| 16.                             | «Who Am I?»               | Charles Rusty Goodman                 | 2:07     |  |

## Personal
- Elvis Presley – voz, guitarra
- The Jordanaires – coros
- The Imperials – coros
- Millie Kirkham – coros
- Dolores Edgin – coros
- June Page – coros
- Boots Randolph, Rufus Long – saxofón
- Scotty Moore – guitarra
- Chip Young – guitarra
- Charlie McCoy – guitarra, bajo, armónica
- Pete Drake – pedal steel guitar
- Floyd Cramer – piano
- David Briggs, Henry Slaughter – piano, órgano
- Bob Moore, Henry Strzelecki – bajo
- D. J. Fontana – batería
- Buddy Harman – batería

## Posición en listas
| País           | Lista                | Posición |
| -------------- | -------------------- | -------- |
| Estados Unidos | Billboard Pop Albums | 18       |